# Jornal de Serra Verde
Jornal de Serra Verde é um romance de memórias escrito por Waldemar Versiani dos Anjos, publicado em 1972.

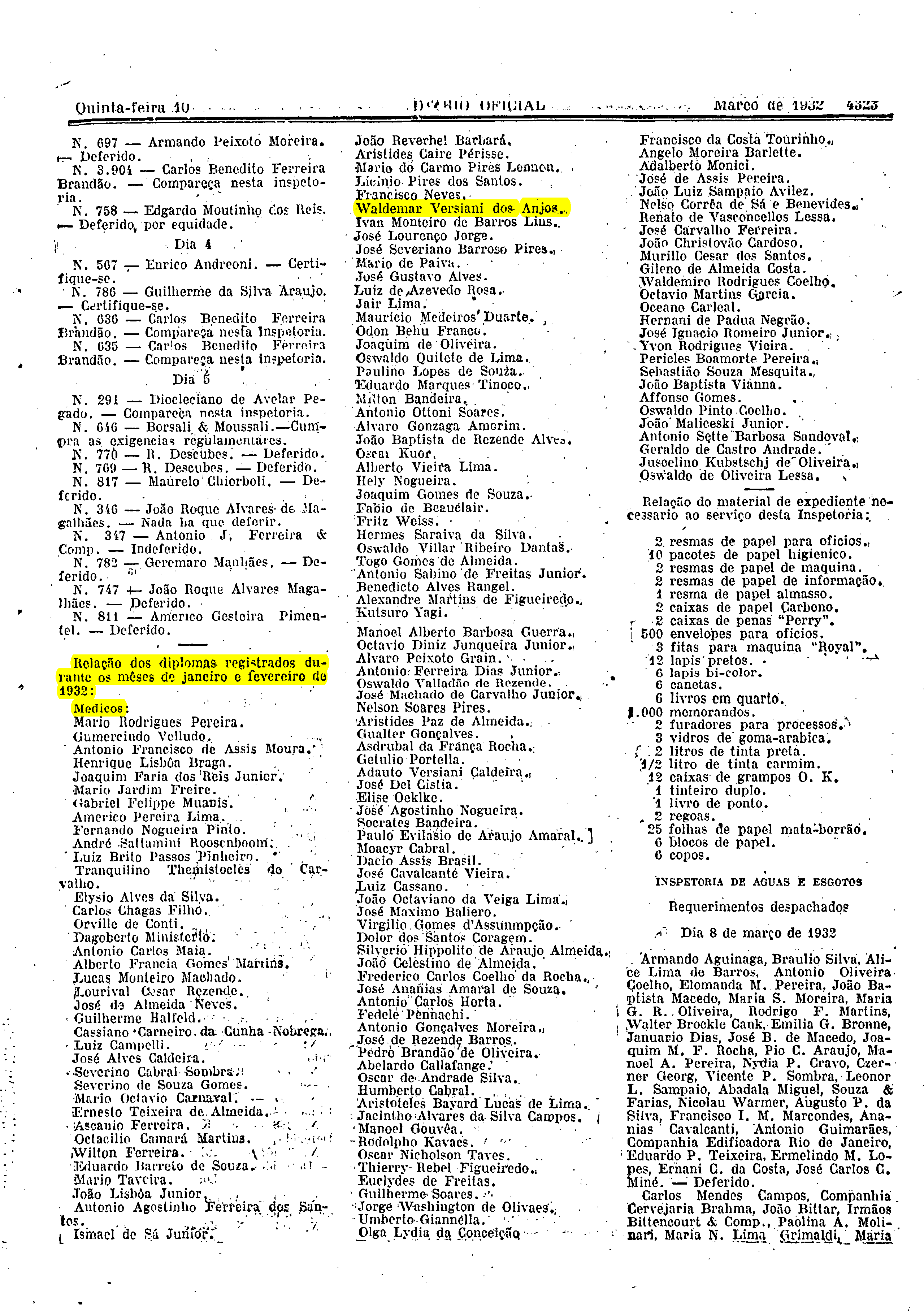
D.O.U. de 10/3/1932

O nome do autor consta da "Relação dos diplomas registrados durante os meses de janeiro e fevereiro de 1932" da Inspetoria de Fiscalização do Exercício da Medicina do Departamento Nacional de Saúde Pública. Daí - como informa o autor ter sido designado para o posto de médico em Serra Verde logo após formado  infere-se que os fatos narrados no livro ocorreram na década de 30 do século XX

## Sinopse
O livro trata dos anos em que o autor atuou como médico na cidade fictícia de Serra Verde (em verdade, o município mineiro de São João Evangelista), na primeira metade do século XX, e é composto por diversas crônicas, que entre si apenas mantém o liame dos personagens, repetidos com maior ou menor frequência.
Embora utilize local e personagens fictícios, todos as pessoas mencionadas realmente existiram. A inteligente construção dos nomes, paralelamente às histórias narradas, torna possível a identificação das pessoas às quais se referem (por exemplo: o personagem Policarpo Rosa, farmacêutico da cidade, é, em verdade, o sr. Francisco Carpóforo da Rocha).
Destaca-se o lirismo com que o autor narra o modo de viver e pensar dos habitantes de Serra Verde e a análise que faz dos jogos de poder que envolvem os clãs da cidade. Os acontecimentos são descritos ora com disfarçada repulsão, ora com declarada compaixão, o que talvez se explique com os dilemas existenciais do próprio autor: nascido em Montes Claros, muda-se para a capital do estado - Belo Horizonte - para estudar Medicina e, recém-formado, é alçado de volta à realidade provinciana que, de certa forma, é sua origem - apenas com interlocutores diferentes.
Assim, a suave narrativa não chega a esconder a inquietação juvenil do médico já exposto ao mundo vasto, mas circunstancialmente confinado a uma realidade menor. O texto permite entrever como o protagonista, gradativamente, assimila essa inquietação e é cativado por aquela realidade.

## Personagens
- Dr. Sebastião de Matos Queiroz e Melo: protagonista, narra os acontecimentos em primeira pessoa. Trata-se do próprio Waldemar Versiani dos Anjos
- Antônio de Paula Melo (Coronel Totônio): "[...] chefe político, homem brando, 75 anos e vasta prole. Respeitado pelos opositores, dá-se com todo mundo. A brandura não lhe é qualidade segunda, ajuste de conveniência, vê-se que escorre naturalmente de pessoa bondosa. Ao lado disso, o velho maneja os temperos do mineirão e político nato, movendo-se com sagacidade. Mas nunca foi forte nos negócios, e vai ficando patente sua deterioração financeira, pelo sacrifício ou gravame de teres e haveres em parcela apreciável. Embora guarde ainda os galões do comando, tradição de muitos anos, a chefia real já lhe escapa e está nos bastidores, em mãos de mais sólida fôrça territorial" (páginas 38-39).
- Gamaliel Siqueira: "Moreno queimado, perfil israelita - será condição ou conseqüência do nome? Financista discretíssimo, anula-se a ponto de quase desaparecer na vida da cidade: difícil saber se por esquivança natural, mero instinto de animal predador ou ato calculado. Talvez um pouco de cada coisa. Cresceu e acrescentou-se, e é hoje uma potência nestas terras, onde detém alqueires fartos. No mais, é sujeito ameno, com as limitações de seu retraimento. Correligionário e silencioso credor do Coronel Totônio" (página 39).
- Zezé Tavares: "Presidente da Câmara Municipal, 38 anos, modesto de nascimento. A princípio floresceu no comércio e entrou, pelo casamento, em uma das famílias principais do lugar, precisamente aquela que invoca mais antigos brasões e mantém a oposição local. Não obstante, é adepto de Totônio e seu preposto na administração do município. Gosta de sua terra e acha maravilhoso haver chegado a dirigi-la. O entusiasmo é salutar ao administrador, mas não lhe alimenta e veste os oito filhos. Mantém-se atuante na Câmara Municipal e mais ainda em conversas legislativas e executivas à porta de sua loja, nas tardes longas que é preciso encher, mas a loja mesmo vem definhando e anda bem murcha e vazia de negócios: é território essencialmente político, pôsto de comando, em holocausto à coisa pública. E Zezé Tavares continua entusiasta e angélico, enquanto seu débito vai subindo em promissórias para Gamaliel e outros terra-tenentes. Tornou-se tributário dêstes, por via de hipotecas e mais documentos de sólida garantia, tal qual o Coronel Totônio" (página 39).
- Policarpo Rosa: "Farmacêutico que aportou jovem a Serra Verde, casou, prosperou e ramificou-se. Homem realmente fino e cultivado, parece distante porque não se envolve em mexericos, mas está bem perto e tem antenas longas e prudentíssimas. Viceja em terras e bens, a família está bem posta, mas êle próprio conserva um certo ascetismo. Pessoa um tanto complicada, na opinião corrente. É possível que em igual juízo me tenham, se aqui fique e floresça como o Policarpo Rosa, estrangeiro sempre e contudo próspero. O fato é que Siô Policarpo é pessoa de cabedais e pesa nos conselhos da cidade" (página 39). Na vida real, era o farmacêutico Francisco Carpóforo da Rocha.
- Dona Florentina Serpa: "Sogra de Policarpo e viúva octogenária do antigo chefe local, senhora de cafezais e canaviais sem conta. Raramente vista, está presente em qualquer deliberação de vulto, através de uma compacta milícia de filhos, genros e sobrinhos. Seu clã se acha em paz armada com o grupo do Coronel Totônio: alguns casamentos entre as duas hostes enfraqueceram animosidades. Mas Dona Florentina Serpa está ainda rija, no mais o bom amanho e a prosperidade de suas terras conformam o duro tom opinativo da família, em decisões políticas de alcance" (página 39). A personagem era, na vida real, Josefina Pimenta (Josefina Carvalho de Souza, quando solteira), viúva do "coronel" Cornélio Pimenta da Rocha (1853-1918). Era sogra de Policarpo (Francisco Carpóforo) em decorrência do casamento deste com sua filha Apolíria Pimenta.
- Dona Florentina Serpa: "Sogra de Policarpo e viúva octogenária do antigo chefe local, senhora de cafezais e canaviais sem conta. Raramente vista, está presente em qualquer deliberação de vulto, através de uma compacta milícia de filhos, genros e sobrinhos. Seu clã se acha em paz armada com o grupo do Coronel Totônio: alguns casamentos entre as duas hostes enfraqueceram animosidades. Mas Dona Florentina Serpa está ainda rija, no mais o bom amanho e a prosperidade de suas terras conformam o duro tom opinativo da família, em decisões políticas de alcance" (página 39). A personagem era, na vida real, Josefina Pimenta (Josefina Carvalho de Souza, quando solteira), viúva do "coronel" Cornélio Pimenta da Rocha (1853-1918). Era sogra de Policarpo (Francisco Carpóforo) em decorrência do casamento deste com sua filha Apolíria Pimenta.